# Мирославець
Мирославець (пол. Mirosławiec, нім. Märkisch Friedland) — місто в північно-західній Польщі.

## Демографія
Демографічна структура станом на 31 березня 2011 року:
|          | Загалом | Допрацездатний вік | Працездатний вік | Постпрацездатний вік |
| -------- | ------- | ------------------ | ---------------- | -------------------- |
| Чоловіки | 1538    | 333                | 1079             | 126                  |
| Жінки    | 1557    | 333                | 936              | 288                  |
| Разом    | 3095    | 666                | 2015             | 414                  |

На 31 березня 2014 року, у місті було 3 037 жителів .